# Любовка
Любо̀вка е село в Югозападна България. То се намира в община Сандански, област Благоевград.

## Население

### Етнически състав
Преброяване на населението през 2011 г.
Численост и дял на етническите групи според преброяването на населението през 2011 г.:
|                     | Численост |
| Общо                | 32        |
| Българи             | 32        |
| Турци               | -         |
| Цигани              | -         |
| Други               | -         |
| Не се самоопределят | -         |
| Неотговорили        | -         |

## География
Село Любовка се намира в планински район. В селото има три махали – горна, средна и долна махала.

## История
В регистър на войнуците от ливата Кюстендил, съставен през 1486-1490 година от село Челибовка са регистрирани един войнук и четирима ямаци.
През 1875 година за свещеник на селото е ръкоположен Алекса Анастасов, завършил гръцко училище в Мелник. Продължава да изпълнява длъжността си и след 1878 година. Църквата „Света Неделя“ е построена в 1885 година. През 1888 година в частна къща е открито новобългарско училище.
В „Етнография на вилаетите Адрианопол, Монастир и Салоника“, издадена в Константинопол в 1878 година и отразяваща статистиката на населението от 1873 година, Либовка (Libovka) е посочено като село със 75 домакинства и 250 българи.
В 1891 година Георги Стрезов пише за селото:
| „ | Любовка, село 2 часа на С от Мелник, до Бождово 1 час път. Къщите му са сградени на няколко бърда. Селянете обработват и вино. Гръцка църква, в която се чете смесено. 65 къщи, само българе. | “ |

Към 1900 година според статистиката на Васил Кънчов („Македония. Етнография и статистика“) населението на селото е 520 души, всички българи-християни.
В 1919 година по инициатива на Георги Менчев (1887 - 1923) в селото е образувана организация на БКП, в която влизат Георги Тимев, Георги Стоянов Тичев и други. На изборите в 1922 година всички кандидати комунисти са избрани за общински съветници, а Менчев става кмет. Въведен е прогресивен подоходен данък. Дейци на ВМРО арестуват съветниците комунисти и след жестоки инквизиции на 10 септември 1922 година ги убиват в местността Лопово в Пирин.

## Редовни събития
- 20 юли – Илинден. На църквата „Свети Илия“ се събират жителите на селото.
- 15 август – Голяма Богородица. На църквата „Успение Богородично“ се прави събор, който е посещаван от цяла околия.

## Личности
Родени в Любовка
- Атанас Апостолов, македоно-одрински опълченец, 23-годишен, земеделец, неграмотен, 2 рота на 14 воденска дружина, бронзов медал[10]
- Георги Менчев (1887 - 1922), деец на БКП
- Георги Тимев (1887 - 1922), деец на ВМОРО и БКП
- Георги Якимов (1885 - 1922), деец на БКП
- Стоян Златанов, деец на ВМРО